# Municipio de Zinapécuaro
El municipio de Zinapécuaro es uno de los 113 municipios en que se divide el estado mexicano de Michoacán de Ocampo. Se encuentra localizado en el noreste del estado.

## Geografía
El municipio de Zinapécuaro se encuentra ubicado en el noreste del territorio de Michoacán, en los límites con el estado de Guanajuato. Tiene una extensión territorial de 596.4 kilómetros cuadrados que representan el 1.02 % de la superficie total del estado. Sus coordenadas geográficas extremas son 19°44'-19°59' de latitud norte y 100°35'-100°59' de longitud oeste; su altitud fluctúa entre un máximo de 3100 y un mínimo de 1900 metros sobre el nivel del mar.
Limita al oeste con el municipio de Álvaro Obregón; al suroeste con el municipio de Indaparapeo; al sur con el municipio de Queréndaro y el municipio de Hidalgo; al este con el municipio de Maravatío; y al norte limita con el estado de Guanajuato, particularmente con el municipio de Acámbaro.

### Orografía e hidrografía
Su relieve está constituido por la sierra de San Andrés y los cerros del Pedrillo, Comalera, Cruz, Clavelina, Piojo, Monterrey, Mozo, Doncellas, Cuesta del Conejo y San Andrés, todos dentro del Eje Neovolcánico.
Su hidrografía incluye los ríos Zinapécuaro, Las Lajas, Ojo de Agua de Bucio y Bocaneo. Tiene manantiales termales y de agua fría.

## Demografía

### Localidades
En el censo de 2020 el municipio de Zinapécuaro contaba con 88 localidades.
| Código INEGI      | Localidad               | Población (2020) |
| ----------------- | ----------------------- | ---------------- |
| 161100001         | Zinapécuaro de Figueroa | 16 905           |
| 161100049         | Valle de Juárez         | 2 965            |
| 161100006         | Bocaneo                 | 2 284            |
| 161100014         | Queréndaro              | 2 175            |
| 161100048         | Ucareo                  | 2 123            |
| 161100022         | José María Morelos      | 2 001            |
| 161100004         | Araró                   | 1 462            |
| 161100042         | Santa Clara del Tule    | 1 462            |
| 161100005         | Belisario Domínguez     | 1 429            |
| 161100025         | Ojo de Agua de Bucio    | 1 360            |
| 161100015         | Francisco Villa         | 1 223            |
| 161100018         | Huajúmbaro de Guadalupe | 1 217            |
| 161100044         | San Miguel Taimeo       | 1 047            |
| Otras localidades | Otras localidades       | 11 352           |
| Total municipal   | Total municipal         | 49 005           |

## Economía
Las principales actividades económicas del municipio de Zinapécuaro son:
- Es tradicional la fabricación de pan (desde 1850) en horno de tierra (pan fallo, con levadura de pulque). También la alfarería es tradicional, particularmente en la cabecera municipal.
- Agricultura: se cultiva maíz, trigo, frijol, sorgo y hortalizas.
- Ganadería: se cría ganado bovino, caprino, porcino y avícola.
- Industria: procesamiento de la madera debido a los bosques existentes en la región; hay una empresa de partes automotrices; confección de ropa.

## Política

### Representación legislativa
Para la elección de diputados locales al Congreso de Michoacán y de diputados federales a la Cámara de Diputados federal, el municipio de Zinapécuaro se encuentra integrado en los siguientes distritos electorales:
Local:
- Distrito electoral local de 12 de Michoacán con cabecera en Ciudad Hidalgo.[7]

Federal:
- Distrito electoral federal 6 de Michoacán con cabecera en Ciudad Hidalgo.[8]